# أولي فوس
أولي فوس (بالألمانية: Uli Vos)‏ هو لاعب هوكي الحقل ألماني، ولد في 2 سبتمبر 1946 في مونشنغلادباخ في ألمانيا، وتوفي في 1 ديسمبر 2017.

## وصلات خارجية
- أولريش فوس على موقع اللجنة الأولمبية الدولية (الإنجليزية)
- أولريش فوس على موقع أوليمبيديا (الإنجليزية)